# Четирце
Четирце (мак. Четирце) — село у Північній Македонії, входить до складу общини Куманово Північно-Східного регіону. Знаходиться за 5 км від сербсько-македонського кордону.
Населення — 249 осіб (перепис 2002).